# Кампу (Регенгуш-де-Монсараш)
Кампу (порт. Campo) — фрегезия (район) в муниципалитете Регенгуш-де-Монсараш округа Эвора в Португалии. Территория — 123,75 км². Население — 840 жителей. Плотность населения — 6,5 чел/км².